# Temenní kost
Temenní kost (latinsky: os parietale) je párová kost, která tvoří střední část klenby lebky člověka. Z fylogenetického hlediska je nejvíce vyvinutá u člověka. Jedná se o plochou kost ohraničenou 5 suturae serratae a 1 sutura squamosa. Ve švu věncovém (sutura coronalis) se temenní kosti spojují s čelní kostí, šev šípový (sutura sagittalis) spojuje obě temenní kosti, šev lambdový (sutura lambdoidea) spojuje temenní kosti s týlní kostí. Sutura sphenoparietalis spojuje temenní kosti s velkými křídly klínové kosti a sutura squamosa se šupinou spánkové kosti. V místě setkání šípového a věncového švu je antropometrický orientační bod bregma. Novorozenec tu má nezkostnatělé vazivo, tzv. fontanelu. U zdravého dítěte do 2 let zmizí srůstem okolních kostí. Výjimečně může samostatně osifikovat a vytvořit os bregmaticum, ve středověku nazývanou os antiepilepticum.

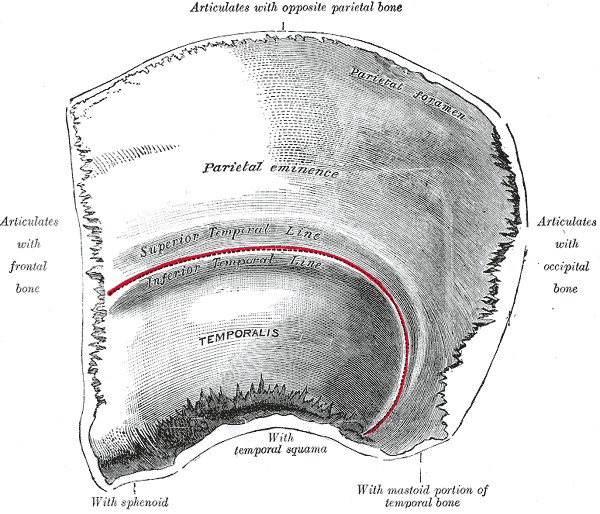
Vnější pohled na temenní kost
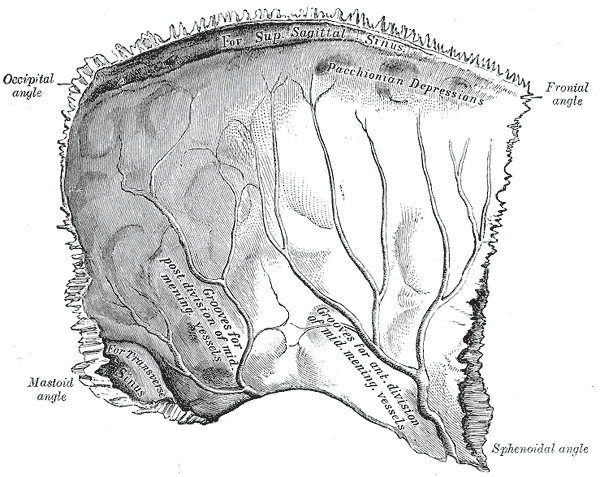
Vnitřní pohled na temenní kost
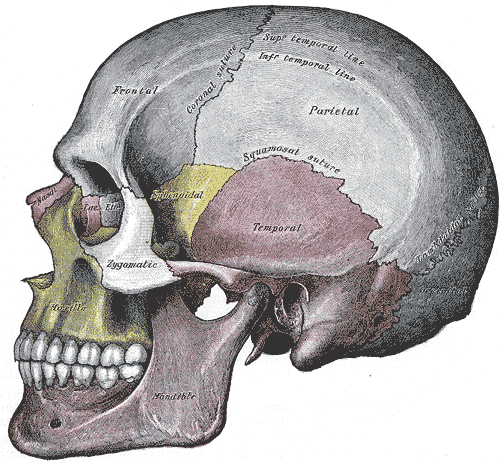
Lebka: temenní kost vpravo nahoře s popiskem „Parietal“